# (35844) 1999 JD60
1999 JD60 (asteroide 35844) é um asteroide da cintura principal. Possui uma excentricidade de 0.14520260 e uma inclinação de 3.18040º.
Este asteroide foi descoberto no dia 10 de maio de 1999 por LINEAR em Socorro.